# Фуентекамброн
Фуентекамброн (ісп. Fuentecambrón) — муніципалітет в Іспанії, у складі автономної спільноти Кастилія-і-Леон, у провінції Сорія. Населення — 44 особи (2010).
Муніципалітет розташований на відстані близько 130 км на північ від Мадрида, 75 км на захід від Сорії.
На території муніципалітету розташовані такі населені пункти: (дані про населення за 2010 рік)
- Сенегро: 28 осіб
- Фуентекамброн: 16 осіб

## Демографія
Динаміка населення (INE ):

## Галерея зображень

Розташування муніципалітету Фуентекамброн